# 長山尚義
長山 尚義（ながやま なおよし、1945年5月25日 - ）は、日本の実業家、馬主。

## 経歴・人物
1945年、東京都出身。幼い頃は野球に明け暮れ、「野球で勝負したい」と志したことから法政大学第二高等学校へ進学。しかし、高校2年生の時に会社（有限会社長山興産）の経営者であった父が亡くなり、その事を期に野球を諦め学業に専念。その後法政大学経営学部へ内部進学したが後に中退、就職を経て事務機器の販売やオフィスの総合管理などを手がける株式会社エース事務機を創業した。現在は同社の代表取締役会長を務める。
趣味は株、ゴルフ。

## 馬主活動

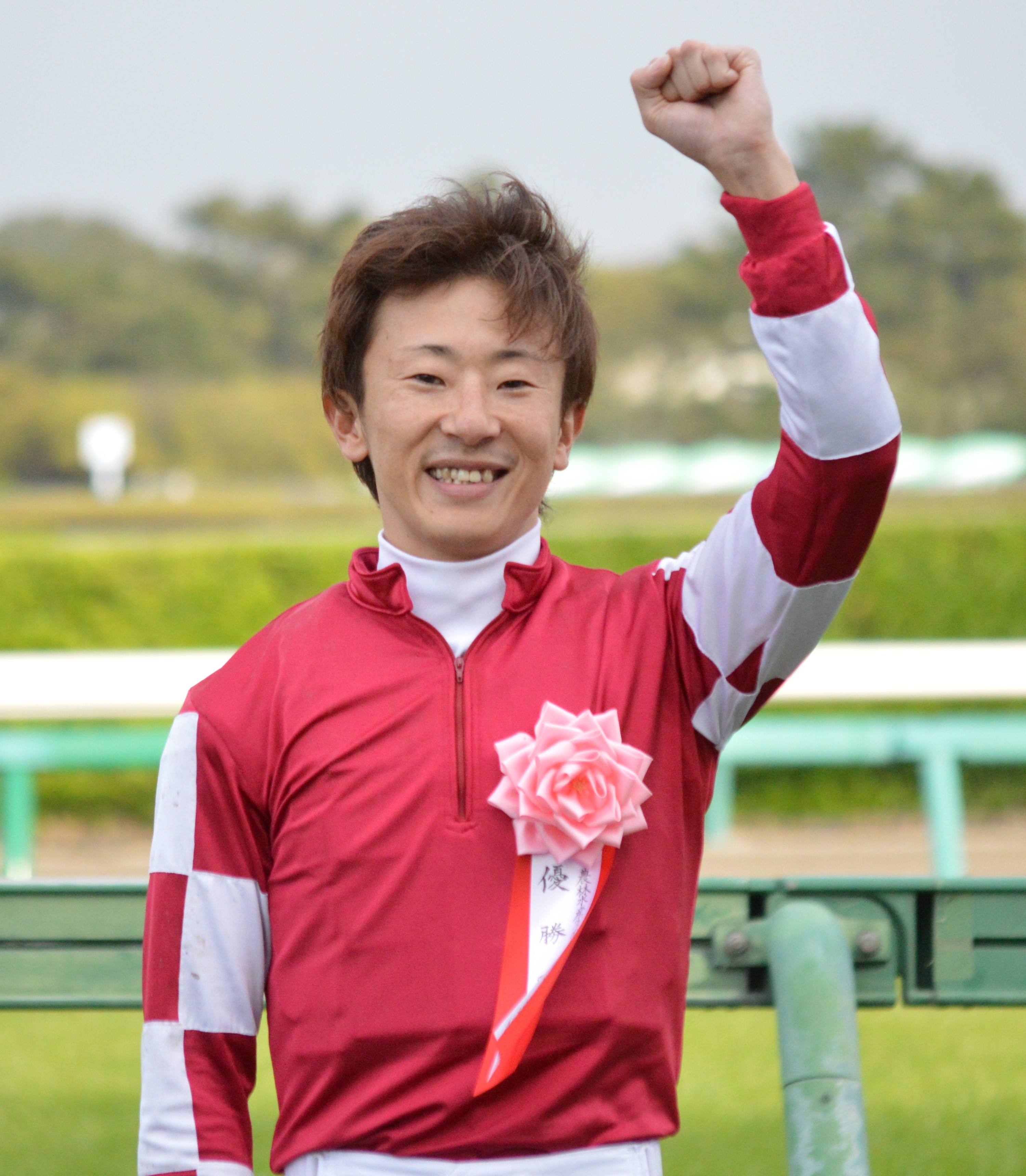
チョウサンの勝負服を着用した石神深一

日本中央競馬会の馬主として知られる。勝負服の柄は海老、袖白元禄で、冠名には自身の名字より「チョウサン」を用いる。
学生時代より血統など競馬についての研究をしていたといい、時間がある時は短波放送を聞いたり、場外馬券売場に足を運んでいた。馬主を志したきっかけは、テレビ番組「11PM」に出演していた大橋巨泉の「（一口馬主について）馬主もどきができる」という発言を聞いた事だという。すぐに社台レースホースに出資するようになり、最初に当たった馬が1987年の阪神3歳ステークス、1988年のマイルチャンピオンシップなど重賞4勝を挙げることとなるサッカーボーイであった。その後も、2011年のクラシック三冠馬となるオルフェーヴルや、2012年に牝馬三冠を達成するジェンティルドンナなど、数多くのGI馬に出資した。2018年10月時点では、出資馬で277勝を収めている。
一口馬主に並行し、1985年には個人馬主資格を取得。個人の所有馬は1999年より所有し、2007年の毎日王冠をチョウサンで制し重賞初勝利を挙げた。さらに、繁殖牝馬セールで、かつて自身が出資していたパーフェクトジョイ（父ステイゴールド）の半妹シャドウシルエット（父シンボリクリスエス）を購入。シャドウシルエットの産駒はすべて所有し、そのうちケイアイチョウサン、オジュウチョウサンの2頭が重賞勝ち馬となった。
2023年、オジュウチョウサンの引退を経て、同馬のエピソードなどを著した書籍『オジュウチョウサン 夢とロマンは果てしなく』を書き下ろした。

### エピソード
- アマチュア野球選手でプロ野球のスカウトとして知られた山本泰は友人で、ともに社台サラブレッドクラブの会員であった[8]。なかなか重賞クラスの馬に出資できない山本に、長山は「スタセリタの2014」に出資することを勧めたが、これが後のソウルスターリングであり、山本は見事GI馬の一口馬主となることが叶った[8]。

### 来歴（個人馬主として）
- 1985年 - 馬主資格取得[2]。
- 1999年 - 7月10日の3歳未勝利戦をヤングエースが制し、初勝利。
- 2007年 - チョウサンが毎日王冠を制し、重賞初制覇。
- 2012年 - 11月18日から11月25日までに、所有馬の名義を株式会社チョウサンに変更。
- 2013年 - ケイアイチョウサンがラジオNIKKEI賞を制し、現在の名義で重賞初制覇。
- 2016年 - オジュウチョウサンが中山グランドジャンプを制し、GI級競走初制覇。

## 主な所有馬

### GI級競走優勝馬
- オジュウチョウサン（中山グランドジャンプ6回[注 1]、中山大障害3回[注 2]、阪神スプリングジャンプ3回[注 3]、東京ハイジャンプ2回[注 4]、2016年東京ジャンプステークス）

### 重賞競走優勝馬
- チョウサン（2007年毎日王冠、個人名義時）
- ケイアイチョウサン（2013年ラジオNIKKEI賞）

### 主な出資馬
- サッカーボーイ[1][2]
- プロストライン[8]
- バブルガムフェロー[2]
- ダンスインザダーク[2]
- ステイゴールド[1][2]
- ロサード[8]
- ローズバド[8]
- クリーバレン[8]
- ストロングリターン[9]
- レーヴディソール[9]
- オルフェーヴル[1][2]
- ジェンティルドンナ[1][2]
- ソウルスターリング[2]
- パフォーマプロミス[1]
- シェーングランツ[8]

## 著書
- 『オジュウチョウサン 夢とロマンは果てしなく』（KADOKAWA、2023年。ISBN 978-4047374973）